# Bílovice nad Svitavou
Bílovice nad Svitavou község Csehországban, Brno-vidéki járásban. Bílovice nad Svitavou Babice nad Svitavou, Brno, Řícmanice, Kanice és Adamov településekkel határos. Lakosainak száma 3739 fő (2024. január 1.).

## Népesség
A település lakosságának változását az alábbi diagram mutatja:
| Lakosok száma | 780  | 919  | 1846 | 2545 | 2253 | 2302 | 3646 | 3723 | 3715 | 3739 |
|               | 1869 | 1890 | 1921 | 1950 | 1980 | 2001 | 2017 | 2019 | 2022 | 2024 |